# سديم الجؤجؤ
سديم الجؤجؤ (بالإنجليزية: Carina Nebula) هي سحابة كونية عظيمة الاتساع تحوط عدة تجمعات نجمية مفتوحة ويرمز لها طبقا ل الفهرس العام الجديد ب NGC 3372. وتعتبر سحابة كوكبة الجؤجؤ إلى جانب HD 93129A من أكثر السحب الكونية التي تحتوي على أكبر النجوم وأشدها لمعانا في مجرتنا، مجرة درب التبانة . وتقع سحابة الجؤجؤ على بعد بين 7.000 إلى 10.000 سنة ضوئية من الأرض. وهي تقع في كوكبة الجؤجؤ، وتحوي عددا كبيرا من النجوم من التصنيف O-type.
انفصلت تلك السحابة الجزيئية عن سحابة الجؤجؤ، وترى النجوم حديثة النشاة بالقرب منها وقد ظهر لونها يميل إلى اللون الأحمر بسبب قدرة الضوء الأحمر على النفوذ من خلال الغبار الكوني المحيط بهم . يبلغ اتساع تلك السحابة الجزيئية نحو 2 سنة ضوئية وقام تلسكوب هابل الفضائي بالتقاطها. خلال عدة ملايين من السنين سوف تتشتت تلك السحابة تحت تأثير الحرارة والضوء الصادرة من النجوم القريبة.

## الاكتشاف
اكتشف سديم الجؤجؤ من قبل الفلكي الفرنسي نيكولا لويس دو لاكاي في 25 يناير 1752. أبعادة 120×120 دقيقة قوسية متمركزاً في أحدثيات المطلع المستقيم 10سا 45د 08.5ث والميل -59 ° 52 '04. في العصر الحديث يقدر بعدة المحسوب بحوالي 6,500 إلى 10,000 سنة ضوئية (2,000 إلى 3,100 فرسخ فلكي) من الأرض.

## مناطق متميزة

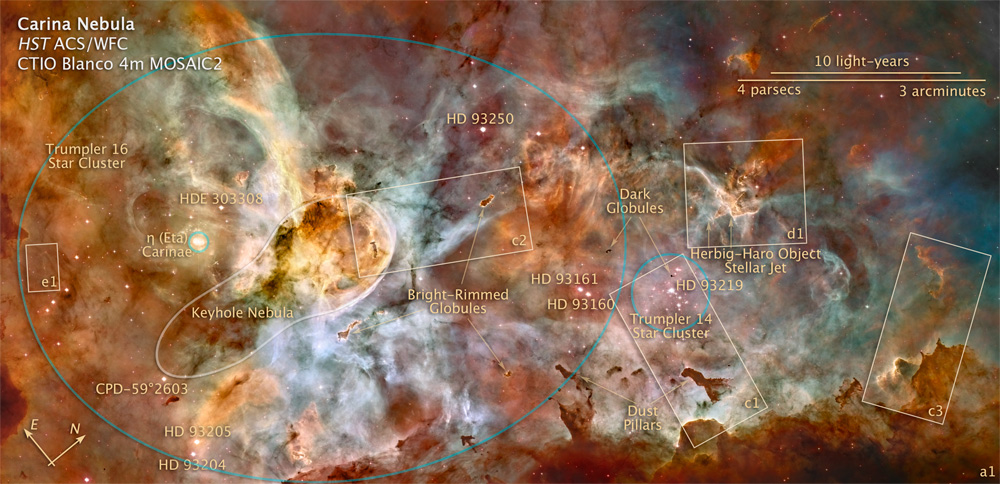
صورة ب تلسكوب هابل الفضائي ذات ألوان اختيارية توضح بعض المناطق المميزة لسحابة الجؤجؤ البالغة الكبر (Zoomable version); Credit: HST/ناسا/وكالة الفضاء الأوروبية

## معرض الصور

نظرة عامة على سديم الجؤجؤ سديم ثقب المفتاح في المنطقة الساطعة فوق المركز، ونجم إيتا الجؤجؤ هو النجم الساطع إلى يساره.
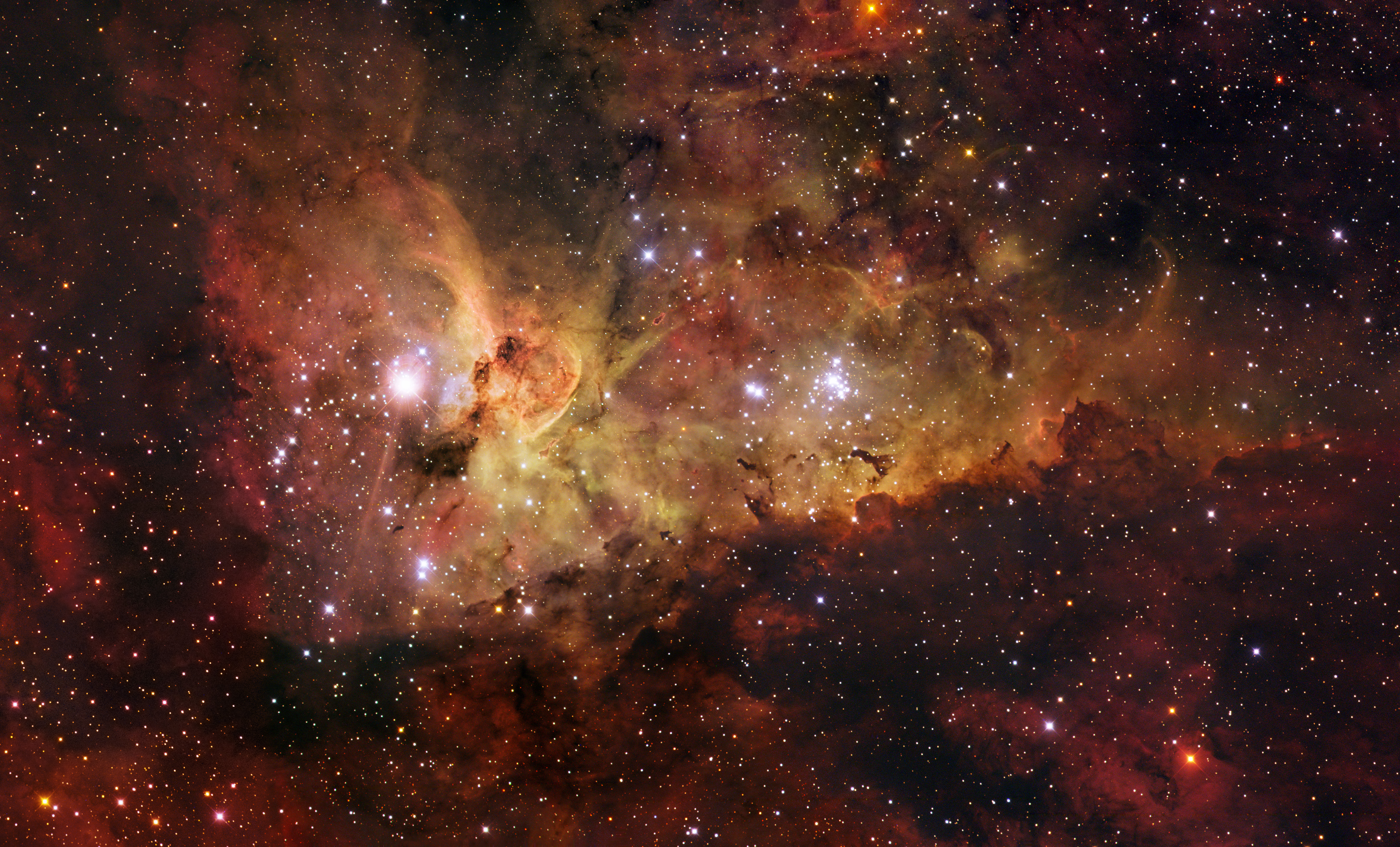
صورة مقربة للمنطقة الوسطى من سديم الجؤجؤ
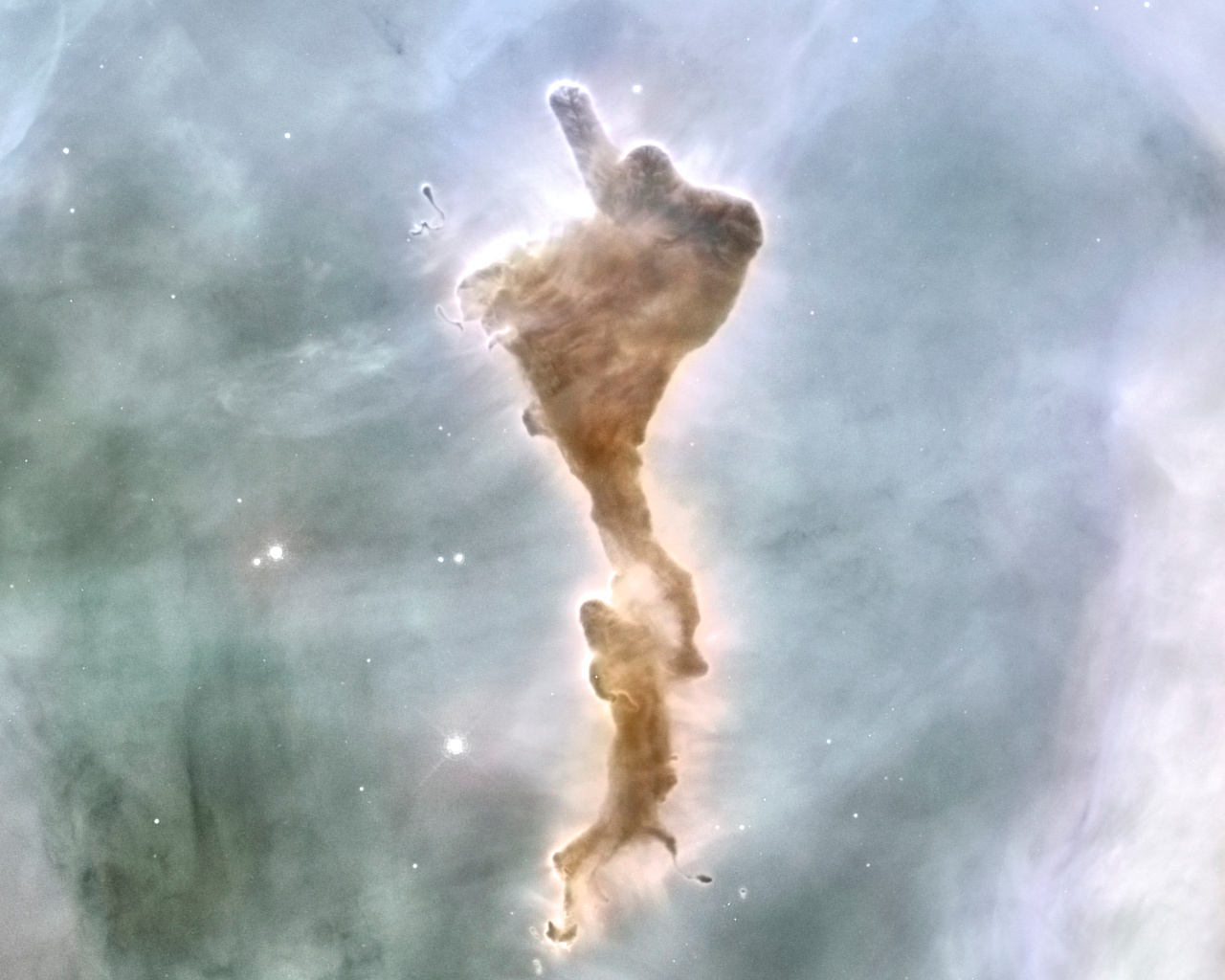
غمامة كروية (كرة بوك) داخل سديم الجؤجؤ
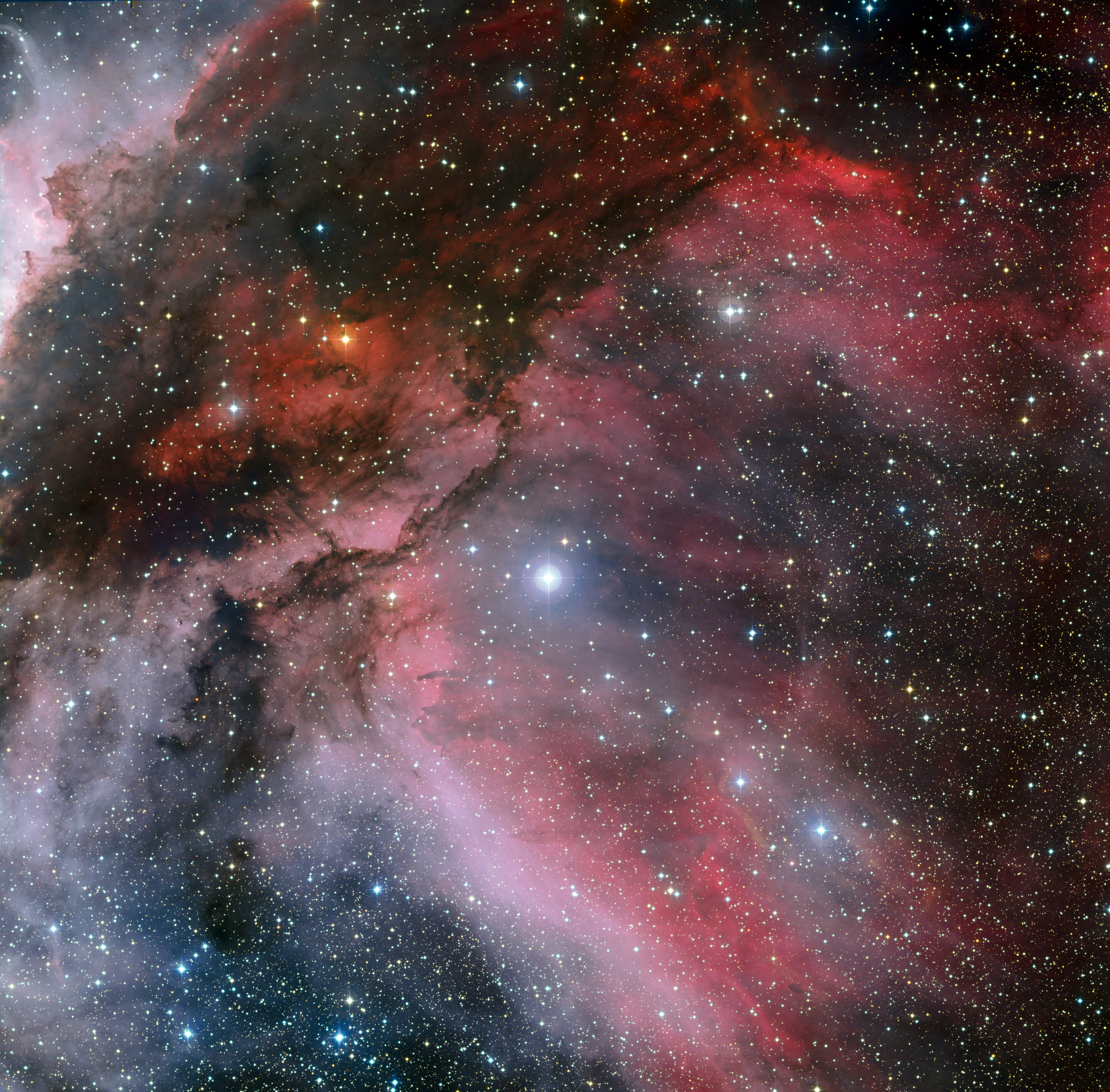
نجم وولف-رايت WR 22
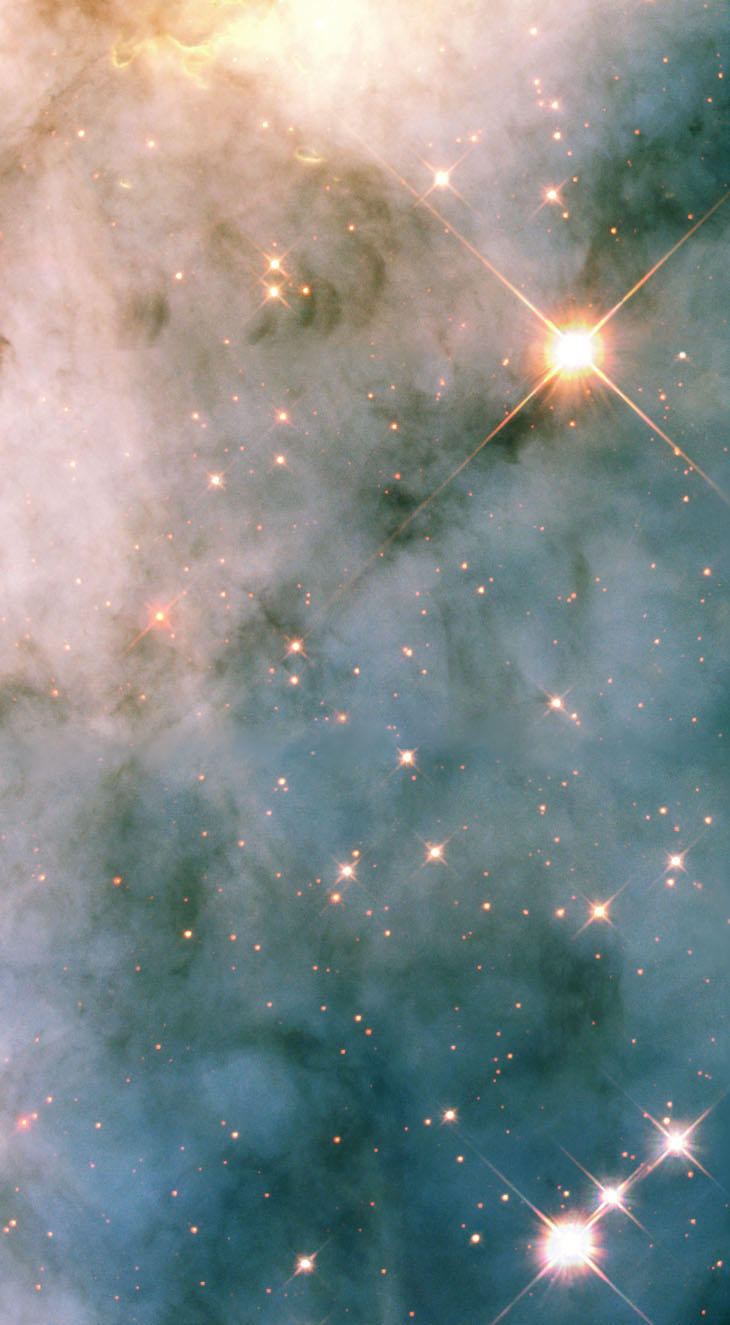
الجوار المضطرب حول إيتا الجؤجؤ، الذي تشكل بفعل الرياح النجمية قوية
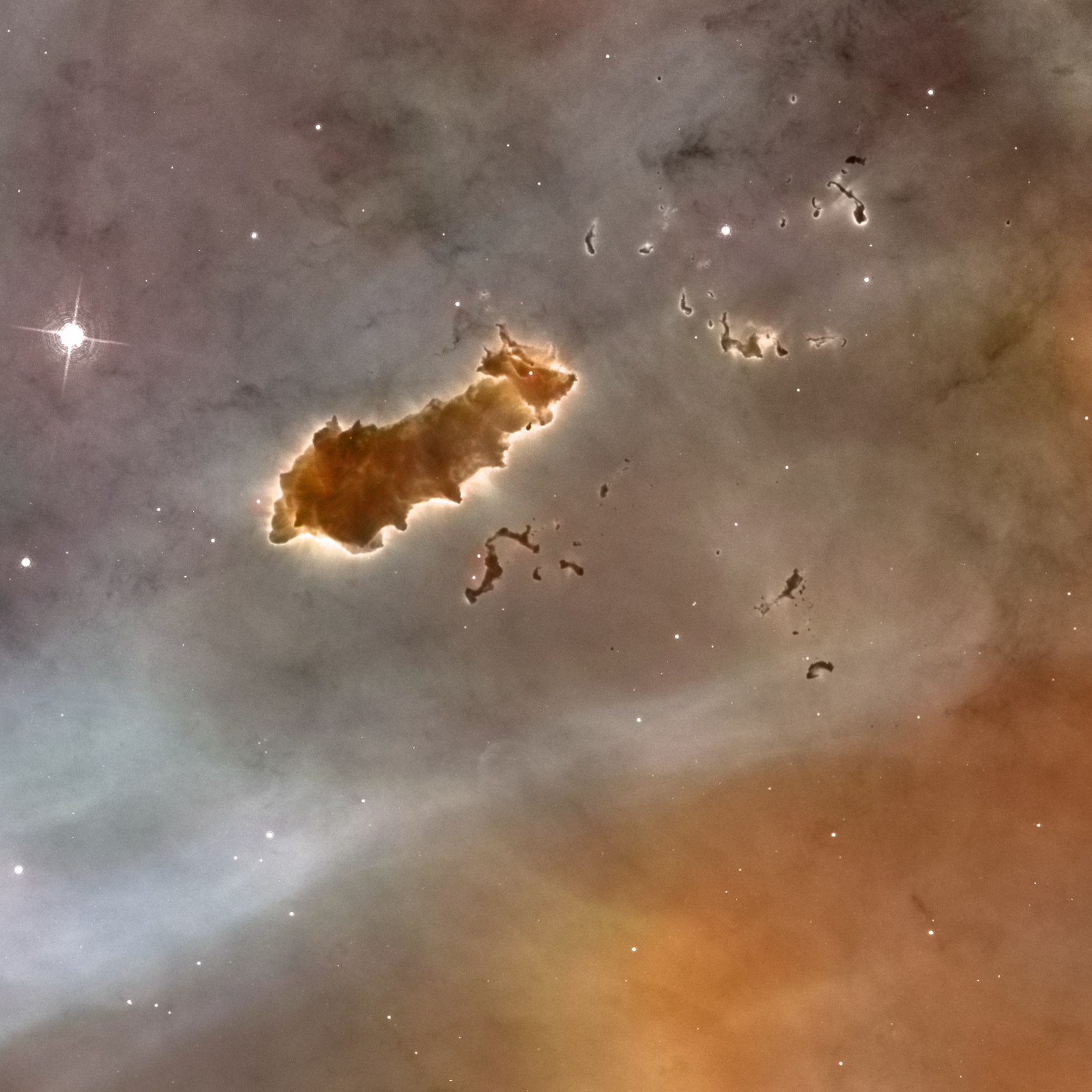
كرة بوك الملقبة بالجرارة "كاتربيلر""The Caterpillar"
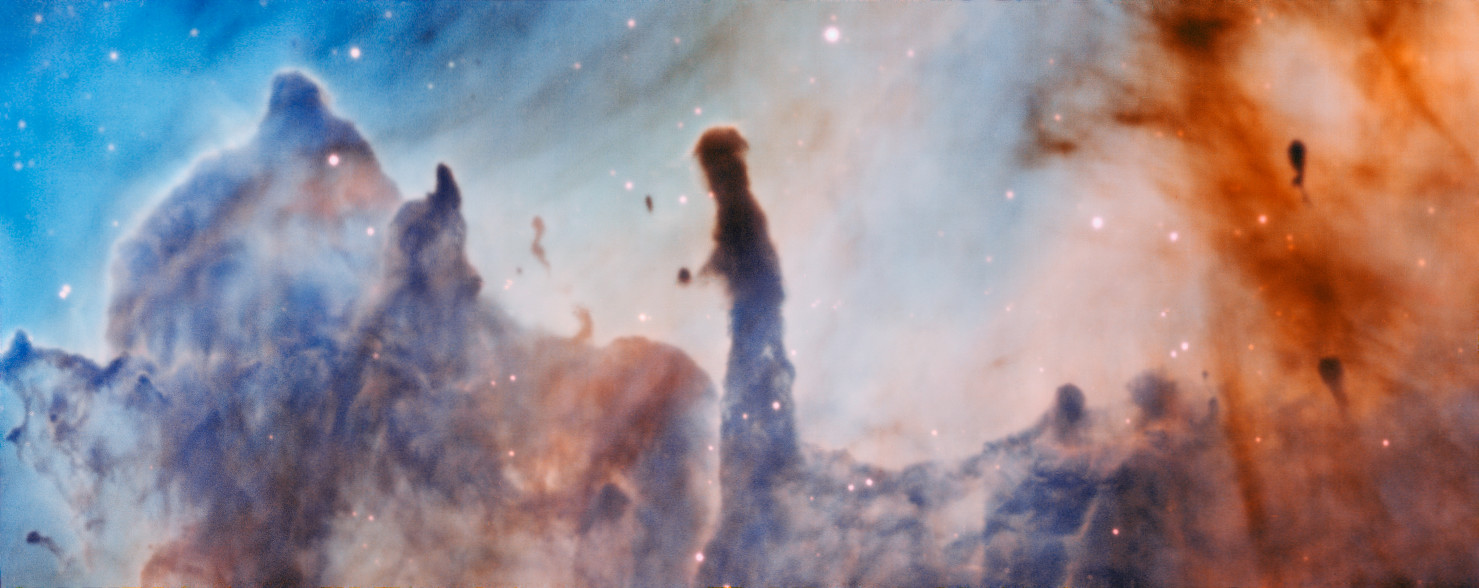
المنطقة R44 في سديم الجؤجؤ

## اقرأ أيضا
- جبل ضبابي
- منطقة هيدروجين II
- منطقة هيدروجين I
- مجرة مظلمة
- مجرة حلزونية
- نجم
- مجرة
- قزم أبيض
- عملاق أحمر
- الانفجار العظيم
- خط زمني للانفجار العظيم
- نجم نيوتروني
- ثقب أسود

## وصلات خارجية
- موقع الكون